# Fyodor Raskolnikov
Fyodor Fyodorovitch Raskolnikov (em russo:  Фёдор Фёдорович Раско́льников) (São Petersburgo, 28 de janeiro de 1892, – Nice, França, 2 de setembro de 1939) foi um militar, diplomata e político bolchevique, comandante da frota do Báltico e embaixador soviético. Foi um dos mais destacados comandantes militares comunistas durante a Guerra Civil Russa. Era irmão do xadrezista Alexander Ilyin-Genevsky.
Durante o período do Governo Provisório Russo depois da queda da monarquia em inícios de 1917, encarregou-se da organização dos bolcheviques da base naval de Kronstadt e foi um dos dirigentes dos protestos durante as Jornadas de Julho. Depois da Revolução de Outubro foi comissário político.
Durante a guerra civil enviou um destacamento de marinheiros da frota do Báltico para a frente do rio Volga e mais tarde — a partir de junho de 1919 — destacou-se como comandante da frota do Volga e Cáspio, cujo controlo recuperou. Em maio de 1920, capturou os restos da frota «branca» que atuava no Cáspio. Mandou a frota do Báltico durante oito meses em final da guerra civil, a partir de junho de 1920. A sua missão era melhorar o estado da frota e acabar com os problemas políticos que surgiam no Báltico.
Apoiou Trotski na disputa sobre o papel dos sindicatos em 1920-1921, defendendo o estrito controlo destes. Foi embaixador no Afeganistão entre 1921 e 1924. Entre 1924 e 1930 desempenhou um papel destacado na burocracia literária soviética. Entre 1930 e 1938 foi de novo diplomata.
Denunciou Stalin e em março de 1938 foi chamado de Sófia a Moscovo, mas em 1 de abril recusou-se a regressar. Em 1939 publicou uma famosa Carta aberta a Stalin, e morreu pouco depois, de uma queda de uma janela. De acrodo com o historiador Roy Medvedev, poderá ter sido assassinado por agentes da NKVD. Há teorias de que o assassino terá sido Sergei Efron, marido da poetisa Marina Tsvetáieva.
Foi reabilitado em 1963, após a morte de Stalin.